# Lucio Cesenio Antonino
Lucio Cesenio Antonino (en latín: Lucius Caesennius Antoninus; c.85 - después de 138) fue un senador romano que vivó a finales del siglo I y principios del siglo II, y desarrolló su cursus honorum bajo los reinados de Trajano y Adriano. Fue cónsul sufecto en el año 128 junto con Marco Annio Libón.
Su ascendencia es incierta. Ronald Syme declaró que era posible que fuera hijo de Lucio Cesenio Sospes, cónsul en el año 114, pero en una nota al pie el mismo Syme admitió que Antonino podría ser el nieto del hermano de Sospes, Lucio Junio Cesenio Peto, cónsul en el año 79.